# Oncopsis mica
Oncopsis mica är en insektsart som beskrevs av Hamilton 1983. Oncopsis mica ingår i släktet Oncopsis och familjen dvärgstritar. Inga underarter finns listade i Catalogue of Life.